# Rumphia

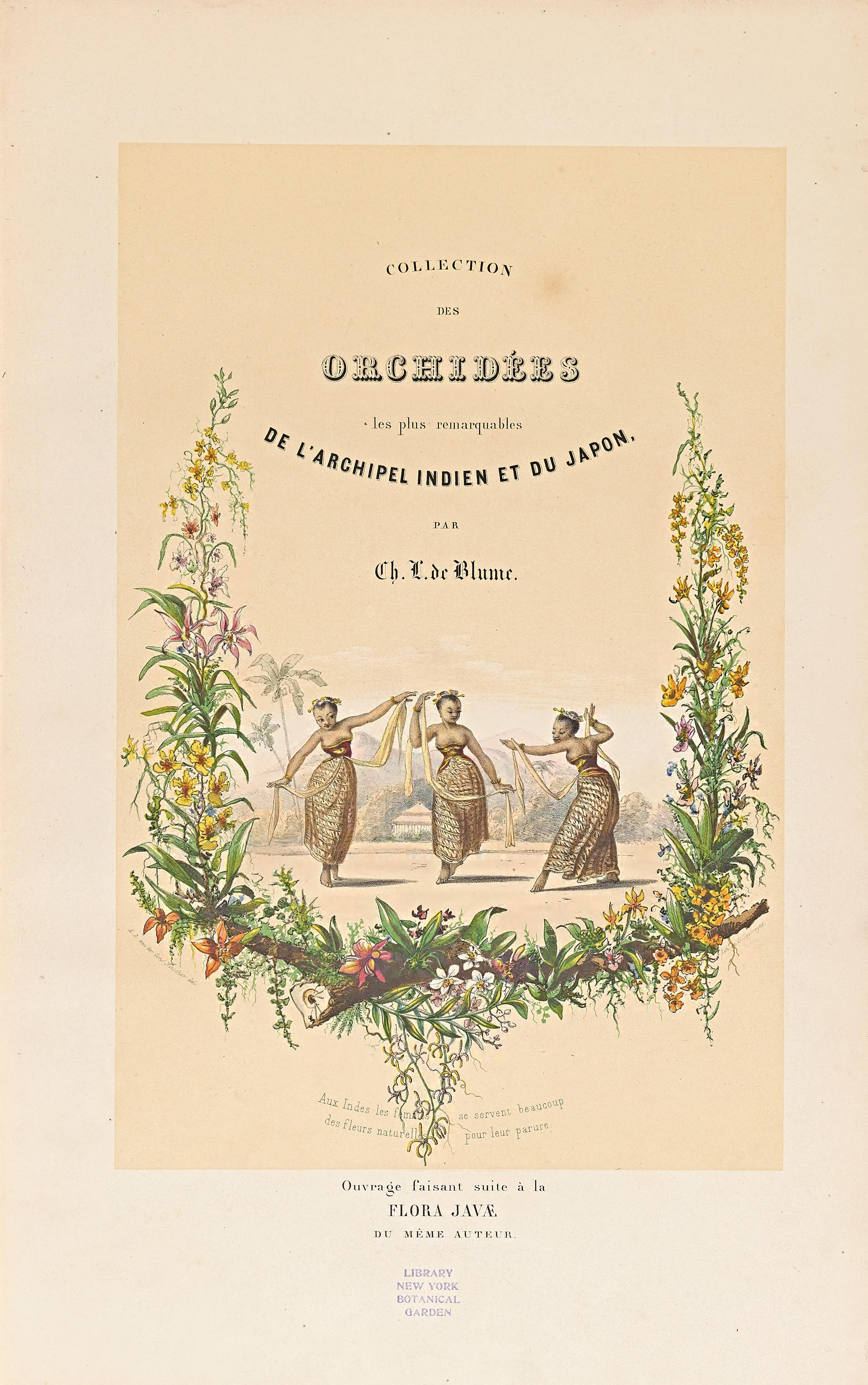
Portada de Collection des Orchidées les plus remarquables de l'archipel Indien et du Japon de Blume

Rumphia (abreviado Rumphia) es un libro con ilustraciones y descripciones botánicas que fue editado en 4 volúmenes por el naturalista, botánico alemán-holandés Carl Ludwig Blume, en los años 1836-1849, con el nombre de Rumphia, sive commentationes botanicae imprimis de plantis Indiae orientalis...